# Dagmar Damková
Dagmar Damková est une arbitre tchèque de football née le 29 décembre 1974 en Tchécoslovaquie.

## Carrière
Dagmar Damková est une arbitre internationale depuis 1999. Elle a officié dans des compétitions majeures de football féminin : 
- la Coupe du monde de football féminin des moins de 19 ans 2002[1]
- les Jeux olympiques d'été de 2004[2]
- le Championnat d'Europe de football féminin 2005
- les Jeux olympiques d'été de 2008, dont la finale
- la Coupe du monde de football féminin 2007
- le Championnat d'Europe de football féminin 2009
- la Ligue des champions féminine de l'UEFA, dont la finale retour de l'édition 2005-2006 et la finale de l'édition 2010-2011[3].

Elle arbitre aussi des matchs de première division du Championnat de République tchèque de football masculin, depuis 2003. Elle est ainsi la première arbitre à diriger un match de première division masculine tchèque. Elle a aussi arbitré la finale de la Coupe de République tchèque 2006.